# Shirley Temple (cóctel)

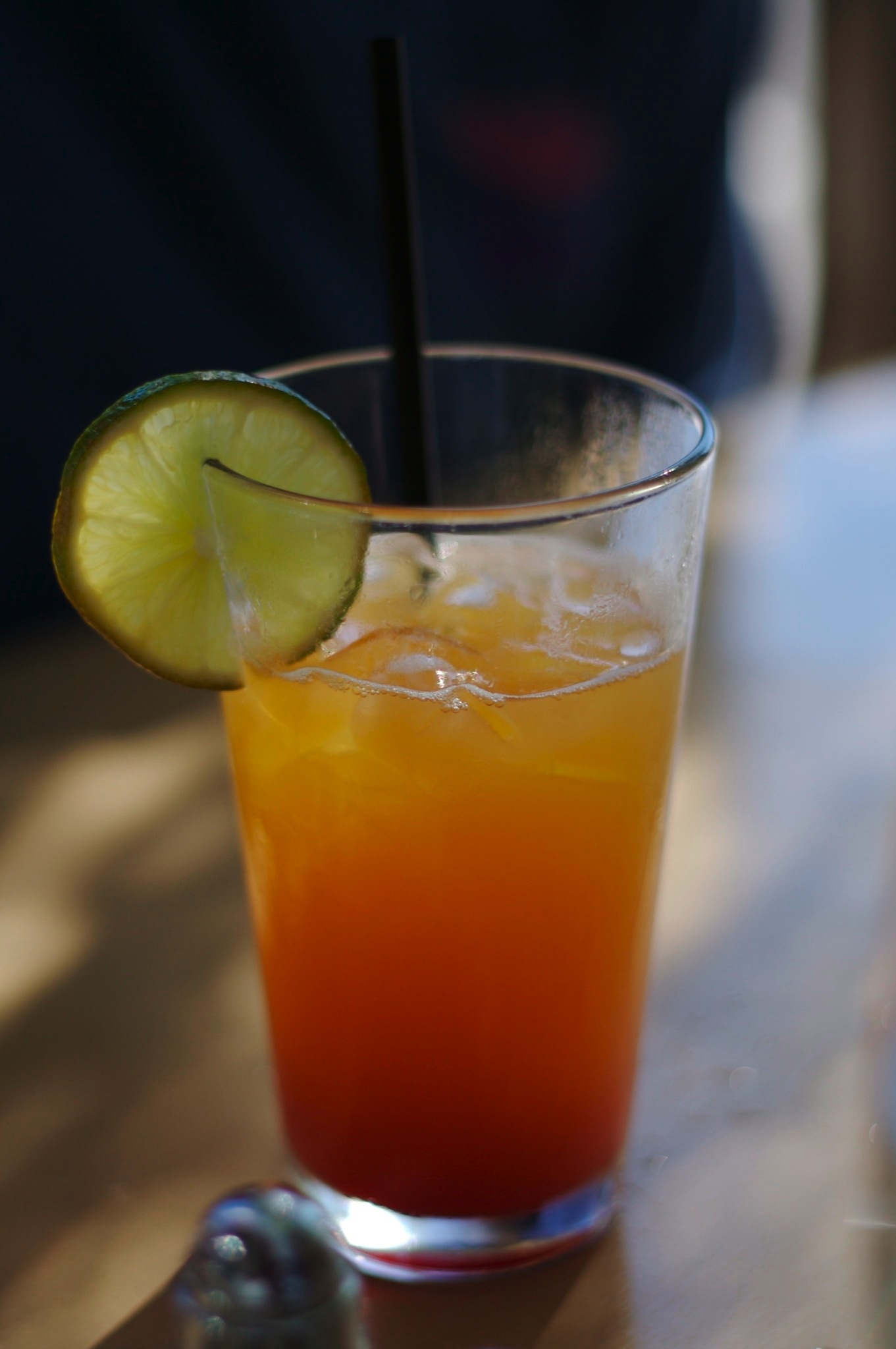
Shirley Temple con rodaja de lima.

Un Shirley Temple es un cóctel no alcohólico, bautizado en honor de la actriz infantil de cine y posteriormente diplomática estadounidense Shirley Temple. Está compuesto de cinco medidas de refresco de lima-limón o de ginger ale y un toque de granadina, decorado con una guinda al marrasquino y una rodaja de naranja. Se sirve en copa plana o en vaso alto (en cuyo caso se añade hielo a la mezcla).
Al contrario de otros combinados, creados para adultos pero modificados para los niños eliminando el alcohol, el Shirley Temple ha sido modificado con la adición de diferentes bebidas alcohólicas a su receta. Por ejemplo, un Shirley Temple Black combina 7 Up, Kahlúa y granadina; y el Dirty Shirley (también conocido como Shirley Vomit) es una combinación de refresco de lima-limón, vodka y granadina.